# Istenszülő elszenderedése fatemplom (Magyarzsombor)
A magyarzsombori Istenszülő elszenderedése fatemplom műemlékké nyilvánított épület Romániában, Szilágy megyében. A romániai műemlékek jegyzékében az  SJ-II-m-A-05148 sorszámon szerepel.